# Davidson Vincent
Davidson Vincent (ur. 5 września 2001) – haitański pływak specjalizujący się w stylu motylkowym, olimpijczyk.
Reprezentował Haiti w konkurencji pływackiej na dystansie 100 metrów stylem motylkowym rozegranej w ramach Letnich Igrzyskach Olimpijskich 2020, które odbyły się w Tokio. W rundzie eliminacyjnej ukończył konkurencję z czasem 54,81 i zajął 52. miejsce. Nie dotarł do dalszych etapów rozgrywek.